# 小林大悟
小林 大悟（こばやし だいご、1983年2月19日 - ）は、静岡県富士市出身の元プロサッカー選手。ポジションはMF。2021年までUSLチャンピオンシップのバーミングハム・リージョンFCに所属していた。2004年11月13日、モデルの佐藤綾花と結婚した。

## 略歴
清水商高時代から佐野裕哉と共に知名度があり、卒業後東京ヴェルディ1969へ入団。翌年からはチームの主軸として確固たるレギュラーポジションを掴む。更に、ユース代表に選出されAFCユース選手権2002では準優勝。翌年の2003 FIFAワールドユース選手権への出場を果たした。
2004年には第84回天皇杯優勝の立役者として活躍。しかし、2005年にヴェルディのJ2降格が確定、その直後は「必ず1年でJ1に復帰します」と決意を口にしていたが、その後のフロントの対応に不信感を抱き、「共に戦ってきた選手達が解雇されたり、チームを離れなければならない状況になり、僕達はチームに本当に必要とされているのかわからなくなってしまいました」と自らのブログにて悩んでいる心境を吐露。年をまたぎ2006年1月に大宮アルディージャへの移籍を決断した。また移籍発表後、自身のブログに移籍に対する批判や中傷が相次ぎブログを一時閉鎖した。
2006シーズン開幕直後、トップ下でゴール・アシストを連発し攻撃を牽引するなど、更に才能を開花。この大宮での活躍で日本代表のイビチャ・オシム監督にも注目されA代表に初選出。8月9日の対トリニダード・トバゴ戦でA代表デビューを果たした。その後はコンディションやチーム状況により代表には呼ばれていないが、技術の高さは秀逸。誠実な人柄が出ているブログは多くのファンに支持されている。また2006年、2007年と二年連続でJOMOオールスターサッカーに出場している。
2009年1月、ノルウェー1部リーグのスターベクから獲得の正式オファーを受け、29日からスターベクの練習に参加。
2月2日にスターベクへの1年間のレンタル移籍が発表された。日本人で最初のノルウェーリーグ選手となる。
ノルウェーでは持ち前のテクニックで攻撃的MF(主に左サイド)のポジションを獲得し、CL予備戦ではFCコペンハーゲン、UEFAヨーロッパリーグではバレンシアなどの強豪チームとの対戦も経験した。これらの活躍によりスタバエクへの完全移籍は確実と思われたが、スタバエクの財政難に加え小林の年俸が高額なためこれを断念した。
2010年1月27日ギリシャ・スーパーリーグのイラクリス・テッサロニキFCへの移籍が決まった。これは移籍金の発生しない自由移籍で契約期間は18ヶ月間。2011年の夏までとなっている。同年2月14日のパニオニオス戦に89分から出場しリーグ戦初出場を果たし、終盤にはウインガーとして定位置を確保した。
2011年、清水エスパルスへ移籍。日本でのプレーは3年ぶりとなる。
清水では背番号10を託されるなど、主力として期待されていた。しかし、持病の腰痛が思わしくなく、開幕から出遅れると復帰後も途中出場がほとんどであった。シーズン中盤さらに腰痛が悪化したため、腰痛の完治を目指し手術に踏み切る。結果、残りのシーズンをリハビリに費やすこととなる。
2013年1月、メジャーリーグサッカーのバンクーバー・ホワイトキャップスへ完全移籍。
バンクーバーでは30試合に出場し2得点を記録したが、契約更新には至らず2014年2月26日、ニューイングランド・レボリューションに加入した。
2014年はレギュラーとして活躍しており、2014年12月7日に開催されたMLSカップ決勝戦では後半途中から交代出場した。
2018年はUSLプロフェッショナルリーグのラスベガス・ライツFCでプレイ。2019年から2021年までは、USLチャンピオンシップのバーミングハム・リージョンFCでプレイした。
2022年に現役引退。
2023年にパリ・サンジェルマンアカデミーJAPANのテクニカルダイレクターに就任した。

## 所属クラブ
ユース経歴
- 1988年 - 1994年  岩松サッカースポーツ少年団
- 1995年 - 1997年  東海大第一中学校
- 1998年 - 2000年  清水商業高校

プロ経歴
- 2001年 - 2005年  東京ヴェルディ1969
- 2006年 - 2009年  大宮アルディージャ
  - 2009年  スターベクIF (レンタル移籍)
- 2010年  イラクリス・テッサロニキFC
- 2011年 - 2012年 清水エスパルス
- 2013年  バンクーバー・ホワイトキャップス
- 2014年 - 2017年  ニューイングランド・レボリューション
- 2018年  ラスベガス・ライツFC
- 2019年 - 2021  バーミングハム・リージョンFC（英語版）

## 個人成績
| 国内大会個人成績 | 国内大会個人成績   | 国内大会個人成績 | 国内大会個人成績 | 国内大会個人成績 | 国内大会個人成績 | 国内大会個人成績 | 国内大会個人成績 | 国内大会個人成績 | 国内大会個人成績 | 国内大会個人成績 | 国内大会個人成績 |
| 年度             | クラブ             | 背番号           | リーグ           | リーグ戦         | リーグ戦         | リーグ杯         | リーグ杯         | オープン杯       | オープン杯       | 期間通算         | 期間通算         |
| 年度             | クラブ             | 背番号           | リーグ           | 出場             | 得点             | 出場             | 得点             | 出場             | 得点             | 出場             | 得点             |
| 日本             | 日本               | 日本             | 日本             | リーグ戦         | リーグ戦         | リーグ杯         | リーグ杯         | 天皇杯           | 天皇杯           | 期間通算         | 期間通算         |
| ---------------- | ------------------ | ---------------- | ---------------- | ---------------- | ---------------- | ---------------- | ---------------- | ---------------- | ---------------- | ---------------- | ---------------- |
| 2001             | 東京V              | 28               | J1               | 5                | 0                | 0                | 0                | 0                | 0                | 5                | 0                |
| 2002             | 東京V              | 28               | J1               | 21               | 1                | 6                | 0                | 1                | 0                | 28               | 1                |
| 2003             | 東京V              | 17               | J1               | 19               | 0                | 5                | 0                | 2                | 0                | 26               | 0                |
| 2004             | 東京V              | 8                | J1               | 27               | 0                | 7                | 4                | 5                | 0                | 39               | 4                |
| 2005             | 東京V              | 8                | J1               | 32               | 3                | 5                | 1                | 1                | 1                | 38               | 5                |
| 2006             | 大宮               | 8                | J1               | 33               | 9                | 5                | 1                | 2                | 0                | 40               | 10               |
| 2007             | 大宮               | 8                | J1               | 24               | 2                | 3                | 1                | 1                | 0                | 28               | 3                |
| 2008             | 大宮               | 8                | J1               | 33               | 3                | 6                | 1                | 1                | 0                | 40               | 4                |
| ノルウェー       | ノルウェー         | ノルウェー       | ノルウェー       | リーグ戦         | リーグ戦         | リーグ杯         | リーグ杯         | ノルウェー杯     | ノルウェー杯     | 期間通算         | 期間通算         |
| 2009             | スターベク         | 10               | エリテセリエン   | 29               | 8                | 4                | 3                | 1                | 1                | 34               | 12               |
| ギリシャ         | ギリシャ           | ギリシャ         | ギリシャ         | リーグ戦         | リーグ戦         | リーグ杯         | リーグ杯         | エラーダス杯     | エラーダス杯     | 期間通算         | 期間通算         |
| 2009-10          | イラクリス         | 80               | スーパーリーグ   | 8                | 0                | 0                | 0                | 0                | 0                | 8                | 0                |
| 2010-11          | イラクリス         | 80               | スーパーリーグ   | 6                | 0                | 0                | 0                | 1                | 0                | 7                | 0                |
| 日本             | 日本               | 日本             | 日本             | リーグ戦         | リーグ戦         | リーグ杯         | リーグ杯         | 天皇杯           | 天皇杯           | 期間通算         | 期間通算         |
| 2011             | 清水               | 10               | J1               | 12               | 0                | 1                | 0                | 0                | 0                | 13               | 0                |
| 2012             | 清水               | 10               | J1               | 17               | 0                | 6                | 2                | 1                | 0                | 24               | 2                |
| アメリカ         | アメリカ           | アメリカ         | アメリカ         | リーグ戦         | リーグ戦         | リーグ杯         | リーグ杯         | USオープン杯     | USオープン杯     | 期間通算         | 期間通算         |
| 2013             | バンクーバー       | 14               | MLS              | 30               | 2                | -                | -                | 2                | 1                | 32               | 3                |
| 2014             | ニューイングランド | 16               | MLS              | 34               | 0                | -                | -                | 2                | 0                | 36               | 0                |
| 2015             | ニューイングランド | 16               | MLS              | 22               | 0                | -                | -                | 1                | 0                | 23               | 0                |
| 2016             | ニューイングランド | 16               | MLS              | 27               | 1                | -                | -                | 1                | 0                | 28               | 1                |
| 2017             | ニューイングランド | 16               | MLS              | 12               | 1                | -                | -                | 1                | 0                | 13               | 1                |
| 2018             | ラスベガス         | 44               | USL              |                  |                  | -                | -                |                  |                  |                  |                  |
| 2019             | バーミングハム     | 16               | USL              |                  |                  | -                | -                |                  |                  |                  |                  |
| 2020             | バーミングハム     | 16               | USL              |                  |                  | -                | -                |                  |                  |                  |                  |
| 2021             | バーミングハム     | 16               | USL              |                  |                  | -                | -                |                  |                  |                  |                  |
| 通算             | 日本               | 日本             | J1               | 223              | 18               | 44               | 10               | 14               | 1                | 281              | 29               |
| 通算             | ノルウェー         | ノルウェー       | エリテセリエン   | 29               | 8                | 4                | 3                | 1                | 1                | 34               | 12               |
| 通算             | ギリシャ           | ギリシャ         | スーパーリーグ   | 14               | 0                | 0                | 0                | 1                | 0                | 15               | 0                |
| 通算             | アメリカ           | アメリカ         | MLS              | 125              | 4                | -                | -                | 7                | 1                | 132              | 5                |
| 通算             | アメリカ           | アメリカ         | USL              |                  |                  | -                | -                |                  |                  |                  |                  |
| 総通算           | 総通算             | 総通算           | 総通算           | 391              | 30               | 48               | 13               | 23               | 3                | 462              | 46               |

その他の公式戦
- 2005年
  - スーパーカップ 1試合0得点

その他の国際公式戦
- 2009年
  - UEFAチャンピオンズリーグ予備予選2回戦 2試合1得点
  - UEFAチャンピオンズリーグ予備予選3回戦 2試合0得点
  - UEFAヨーロッパリーグ プレーオフ 2試合0得点

## 個人タイトル
- 2004年 - 第84回天皇杯優勝
- 2009年 - ノルウェー・スーパーカップ優勝

## 代表歴

### 出場大会など
- 2002年 - アジアユース選手権
- 2003年 - ワールドユース選手権

### 試合数
- 国際Aマッチ 1試合 0得点(2006)[1]

| 日本代表 | 国際Aマッチ | 国際Aマッチ |
| 年       | 出場        | 得点        |
| -------- | ----------- | ----------- |
| 2006     | 1           | 0           |
| 通算     | 1           | 0           |

### 出場
| No. | 開催日         | 開催都市 | スタジアム                 | 対戦相手 | 結果 | 監督             | 大会                   |
| --- | -------------- | -------- | -------------------------- | -------- | ---- | ---------------- | ---------------------- |
| 1.  | 2006年08月09日 | 東京都   | 国立霞ヶ丘競技場陸上競技場 | ブラジル | ○2-0 | イビチャ・オシム | キリンチャレンジカップ |

## その他
- 2008年、シーズン中に関わらず出場した24時間テレビ 「愛は地球を救う」の企画「世界記録工場」で、パサール・オ・シルクロと呼ばれるフリーキックの世界最長記録29mを記録。その後この記録は2010年12月放送の「世界記録工場」でサンフレッチェ広島（当時）・槙野智章が1m更新する30mを達成し破られた。